# Toksin
Toksin je otrovna supstanca, koju proizvode žive stanice ili organizmi; sintetički toksikanti nastali umjetnim procesima nisu isključeni. Ovaj pojam izveden je iz riječi „toksičan”. Prvi ga je put koristio njemački organski kemičar Ludvig Briger (1849. – 1919).
Toksini mogu biti: male molekule, peptidi ili bjelančevine, koje imaju sposobnost uzrokovanja bolesti pri kontaktu ili apsorpciji u tjelesna tkiva uslijed interakcija s biološkim makromolekulama kao što su enzimi ili stanični receptori. Toksini u znatnoj mjeri variraju u pogledu njihove toksičnosti, s opsegom od obično manje toksičnosti (kao što je ubod pčele) do skoro odmah smrtonosne (kao što je botulinski toksin).
Često se razlikuju od drugih kemijskih agenasa po njihovoj metodi produkcije. Pojam otrov ima šire značenje, tako da obuhvaća sve tvari, koje mogu uzrokovati poremećaje u organizmima. Toksin jednostavno znači, da je to biološki proizveden otrov.
Prema pregledu Konvencije o biološkom oružju Međunarodnoga crvenog križa: „Toksini su otrovni produkti organizama; za razliku od bioloških agenasa, oni nisu živi i nemaju sposobnost reprodukcije”, i „od potpisivanja Ustava nije bilo sporova među učesnicima u pogledu definicije bioloških agenasa ili toksina”.
Prema poglavlju 18. kodeksa Sjedinjenih Američkih Država: „ ... pojam „toksin” odnosi se na toksični materijal ili produkt biljki, životinja, mikroorganizama (uključujući, ali ne ograničeno bakterije, viruse, gljivice, rikecije ili praživotinje) ili infekcijske tvari ili rekombinantne ili sintetizirane molekule, bez obzira na njihovo porijeklo i način proizvodnje...”
Vrlo neformalna terminologija pojedinačnih toksina, povezuje ih s anatomskom lokacijom gdje su njihovi efekti najznačajniji:
- Hemotoksin, uzrokuje destrukciju crvenih krvnih zrnaca (hemoliza).
- Fototoksin, uzrokuje opasnu fotosenzitivnost.

Na široj skali, toksini se mogu klasificirati kao egzotoksini, koje izlučuje organizam ili endotoksini, koji se uglavnom oslobađaju pri razlaganju bakterija.